# Berosus fulvus
Berosus fulvus is een keversoort die behoort tot de familie van de spinnende waterkevers (Hydrophilidae). De wetenschappelijke naam van de soort is voor het eerst geldig gepubliceerd in 1888 door August Ferdinand Kuwert als een variëteit of ondersoort van Berosus (Acanthoberosus) spinosus.
Deze kevers zijn 4,0 tot 6,1 mm lang. Ze komen voor in het Palearctisch gebied. Ze zijn ook waargenomen in België en Nederland.